# 中島静佳
中島 静佳（なかじま しずか、1974年6月17日 - ）は、セント・フォース所属のフリーアナウンサー。

## 来歴
滋賀県湖南市出身。滋賀県立石山高等学校卒業。龍谷大学在籍中に再受験して千葉大学教育学部入学。卒業後、1998年札幌テレビ放送にアナウンサーとして入社（同期は熊谷明美、横井健一、吉川典雄）。2000年10月から『どさんこワイド212』のキャスターを3年半務めた後、2004年3月退社、フリーとなる。
2004年4月から2006年3月まで、東京にある服部栄養専門学校に通いながら、同年10月からTBS系列の『（特）情報とってもインサイト』のプレゼンターとして登場。後番組の『きょう発プラス!』でもリポーターを務めていた。2006年4月からは、日テレNEWS24の夜の看板番組のキャスターを担当。
2012年3月20日に自身のブログの記事が2,000に達し、その記事で既婚を示唆する記述と妊娠を報告した。
2012年3月30日をもって、日テレNEWS24のキャスターを卒業した。
2012年7月22日、男子を出産したことをブログで報告。
2013年4月1日から、新情報バラエティー番組『ハーフタイム』（東京MXテレビ）にてテレビレギュラー出演復帰を果たした。

## CM
- 北海道米LOVEキャンペーン（2008年度、北海道の放送局に勤めていたことが縁で出演）

## 現在出演中の番組
- ザ・トップビジョン（BS朝日）

## かつて出演していた番組
札幌テレビ時代
- 朝6生ワイド（札幌テレビ放送）
- どさんこワイド212（札幌テレビ放送）
- 中島静佳のアタヤンPUSH!、ミュージックスペシャルなど（STVラジオ）

札幌テレビ退社後
- （特）情報とってもインサイト（TBS）
- きょう発プラス!（TBS）
- Oha!4 NEWS LIVE（日テレNEWS24（CS）・日本テレビ） - 中田有紀の代理として2007年10月22日 - 26日
- 侍ジャパン応援スペシャル（TOKYO FM）
- 日テレNEWS24 発掘!SP（日テレNEWS24（CS）・日本テレビ系列） - 2011年12月29日[5]
- news every.（日本テレビ） - 伊藤綾子の代理として2012年3月15日 - 21日
- 日テレNEWS24（2006年4月 - 2012年3月）
  - 「デイリープラネットニュース＆解説」メインキャスター（「デイリープラネット60」及び「デイリープラネットニュース＆スポーツ」の後番組。）
  - 「さきがけ ニュース&スポーツ」（「ミッドナイトジャーナル」の後番組）
- ハーフタイム（東京MXテレビ） - アシスタント、2013年4月1日 - 9月26日[4]
- 報道ライブMOVE UP22→報道ライブ INsideOUT 水～木パーソナリティ（2016年4月6日 - 、 BS11）

## その他
- ゴールド・ラッシュ!出場
- 湖南市観光資源・フードアドバイザー（2009年4月 - ）
- 嵐にしやがれの2010年6月4日の放送で、テリー伊藤がものすごく気になる人物として紹介された。
- 同じセント・フォース所属でもある中田とは共に旅行するなど仲が良く、お互いのブログでも度々登場している。
- 教育職員免許（小学校・中学校・高等学校一種、幼稚園二種）、調理師免許、漢字検定二級、ジュニアベジタブル&フルーツマイスター、北海道フードマイスター、ハーブコーディネーター資格所持。
- 阪神タイガースファンであり、『デイリープラネットニュース＆スポーツ』では、東京発の全国ネットの番組でありながら「静佳の阪神タイム」なるコーナーが存在した。